# Наноархеоты
Наноархео́ты (лат. Nanoarchaeota) — тип архей, выделенный в 2002 году. Некоторое время единственным видом, входящим в состав этого типа, был Nanoarchaeum equitans. Его представители могут развиваться только в сокультуре с хемолитоавтотрофными археями одного из видов рода Ignicoccus, что является уникальным явлением для архей. Обычно отношения двух видов архей рассматривают как симбиотические, однако существуют свидетельства и в пользу паразитизма Nanoarchaeum на Ignicoccus. В 2013 году появилось сообщение об обнаружении второго вида наноархеот — Nanobsidianus stetteri.

## История изучения
В 2002 году Карл Штеттер, Х. Хубер и коллеги сообщили об открытии нового типа архей в образцах, добытых в горячих источниках Срединно-Атлантического хребта на глубине около 106 м. Эти исследователи, изучая описанный ими новый вид Ignicoccus hospitalis из относящегося к типу Crenarchaeota рода Ignicoccus, установили, что клетки данных автотрофных архей, восстанавливающих серу, окружены маленькими кокковидными клетками. Секвенирование ДНК, выделенной из этих маленьких организмов, подтвердило, что они принадлежат к домену архей, причём исключительная уникальность генома заставила выделить их в отдельный тип Nanoarchaeota.
Новый вид архей получил название Nanoarchaeum equitans. Около десяти лет N. equitans считался единственным представителем типа Nanoarchaeota, однако в 2013 году появилось сообщение об обнаружении ещё одного вида наноархеот в национальном парке Йеллоустон. Первоначально новому организму присвоили условное название Nst1, впоследствии ему был дан биномен Nanobsidianus stetteri. Оказалось, что геном N. stetteri по многим параметрам отличается от генома N. equitans, хотя этот вид был отнесён в группу наноархеот по результатам филогенетического анализа.

## Распространение
С момента открытия Nanoarchaeota накопилось множество свидетельств того, что эти археи населяют различные среды обитания, помимо морских гидротермальных источников. В ходе изучения праймеров к гену 16S рРНК N. equitans было показано, что данный вид широко распространён в наземных горячих источниках, а также мезофильных местообитаниях с повышенной солёностью. Последовательности генов рРНК N. equitans были также обнаружены в образцах воды из эвфотической зоны, взятых на значительном расстоянии от гидротермальных источников. Таким образом, наноархеоты могут обитать при различных температурах и в геохимически разнообразных средах. Несмотря на недавнее открытие Nanobsidianus stetteri, Nanoarchaeum equitans по-прежнему остаётся единственным видом наноархеот, который удаётся выращивать в культуре (совместно с клетками Ignicoccus).

## Морфология
Клетки Nanoarchaeum представляют собой карликовые правильные кокки диаметром от 0,35 до 0,5 мкм, иногда с одним отростком. Клетки покрывает белковый S-слой толщиной 15 нм, имеется периплазматическое пространство. Объём клетки Nanoarchaeum составляет менее 1 % объёма клетки Escherichia coli.
Клетки Nanoarchaeum equitans можно физически отделить от клеток Ignicoccus hospitalis при помощи ультрафильтрации (размер пор фильтра 0,45 мкм) или оптического пинцета, а также мягкого ультразвукового воздействия. При выращивании в совместной культуре почти половина клеток I. hospitalis колонизирована N. equitans, причём к каждой из них прикреплено не менее двух карликовых кокков. В месте контакта клеток I. hospitalis и N. equitans не обнаружено специальных прикрепительных структур.
Клетки Nanobsidianus stetteri пока ещё не были выделены в чистой культуре. Как и клетки N. equitans, они неспособны к самостоятельному существованию. Предполагаемым хозяином N. stetteri являются археи особой группы внутри порядка Sulfolobales (тип Crenarchaeota), выделенные в вид Acidicryptum nanophilum.

## Метаболизм
Nanoarchaeum equitans — гипертермофил, строгий анаэроб, растёт только в сокультуре с Ignicoccus hospitalis. Оптимальная температура для обоих организмов составляет 70—98 °C. Время генерации N. equitans при росте при 90 °C, pH 6,0 и пропускании 30 л/мин газов составляет около 45 минут, причём к концу культивирования плотность суспензии клеток наноархей увеличивается в 10 раз, а плотность клеток хозяина остаётся неизменной. В поздней экспоненциальной фазе роста почти 80 % клеток наноархей отделяется от клеток I. hospitalis и находится в виде свободной суспензии. Стоит отметить, что параметры роста и лизис клеток I. hospitalis в монокультуре и в кокультуре с N. equitans не различаются. На основании этого отношения между двумя организмами рассматривают как симбиотические. Впрочем, имеется свидетельство и в пользу паразитической природы взаимоотношений I. hospitalis и N. equitans: когда к одной клетке I. hospitalis прикрепляется слишком много клеток N. equitans, рост I. hospitalis оказывается подавленным.
Молекулярные механизмы, обеспечивающие связь клеток I. hospitalis и N. equitans, неясны. Мембраны обоих организмов образованы простыми и практически идентичными (с небольшими отличиями) липидами. Был проведён анализ изменения протеома I. hospitalis при образовании связи с N. equitans. Оказалось, что после образования контакта с N. equitans в клетках I. hospitalis увеличивалась экспрессия нескольких ключевых белков, вовлечённых в образование энергии; по-видимому, это обусловлено потреблением N. equitans энергии, вырабатываемой I. hospitalis. Это же служит объяснением увеличения экспрессии ключевых метаболических ферментов и ферментов, участвующих в ряде биосинтетических процессов. При этом в клетках ко-культуры наблюдалось пониженное количество РНК-полимеразы и ключевых факторов транскрипции.
В отличие от своего хозяина, I. hospitalis, который восстанавливает элементарную серу водородом, геном N. equitans лишён генов, которые могли бы отвечать за хемолитоавтотрофный метаболизм. Тем не менее он кодирует два фермента окислительного дезаминирования аминокислот. Кроме того, Nanoarchaeum имеет несколько белков, которые могут катализировать реакции переноса электронов, а также пять субъединиц архейной АТФ-синтазы типа A1A0. Однако пока непонятно, способен ли N. equitans добывать энергию сам в ходе окислительного фосфорилирования или же он получает её от хозяина.
N. equitans неспособен к синтезу многих клеточных соединений: аминокислот, нуклеотидов, кофакторов и липидов. У него нет ферментов гликолиза и глюконеогенеза, цикла трикарбоновых кислот и описанных путей ассимиляции углерода. По-видимому, большинство клеточных метаболитов он транспортирует из клеток I. hospitalis.
Nanobsidianus также неспособен к синтезу аминокислот, нуклеотидов, кофакторов и липидов, однако в его геноме имеются гены всех ферментов глюконеогенеза, а также ферменты, участвующие в синтезе полисахаридов. Судя по всему, метаболизм углеводов у Nanobsidianus осуществляется по пути классического гликолиза.

## Геном
Геном Nanoarchaeum equitans секвенирован и представлен одиночной кольцевой хромосомой, состоящей из 490 885 пар оснований. Общее GC-содержание в геноме N. equitans составляет 31,6 %. В геноме идентифицированы 552 кодирующие последовательности, длина которых не превышает 827 пар оснований. Никаких внехромосомных элементов обнаружено не было. Геном N. equitans является одним из мельчайших секвенированных геномов клеточных организмов, однако он характеризуется очень высокой плотностью генов: кодирующие последовательности занимают около 95 % всего генома, а некодирующие области и псевдогены практически отсутствуют. Геном этого вида также отличается большим количеством уникальных последовательностей: только для 18,3 % кодирующих последовательностей с неизвестной функцией определены гомологи в других организмах, остальные же, по-видимому, являются уникальными для N. equitans. Кроме того, гены 16S рРНК несут множество замен даже в высококонсервативных сайтах, которые обычно используются в качестве мишеней для праймеров полимеразной цепной реакции (ПЦР). Однако, несмотря на уникальную первичную структуру, вторичная структура 16S рРНК имеет типичные для архей признаки. Как упомянуто выше, в геноме N. equitans отсутствуют многие важнейшие белки клеточного метаболизма; возможно, они были утрачены в ходе адаптации к хозяину. Однако у него имеется защитная система CRISPR типа IB, что свойственно гипертермофилам.
В геноме Nanoarchaeum equitans утрачена типичная для прокариот оперонная организация, а необычно большое количество генов присутствует в раздробленном состоянии. Примером такого раскола может служить наличие двух открытых рамок считывания, кодирующих домены аланил-тРНК-синтетазы и обратной гиразы.
Раздробленность характерна и для генов тРНК Nanoarchaeum equitans. У него впервые была описана сборка зрелых молекул тРНК из двух раздельных половин, в результате чего получаются 6 изоакцепторных молекул тРНК. В геноме этой археи закодировано 11 половинок тРНК. Молекулы, соответствующие половинкам тРНК, имеют GC-обогащённую область, комплементарную последовательности, имеющейся только в соответствующей второй половине. Благодаря этим последовательностям облегчается процесс поиска и узнавания друг друга соответствующими половинками. Зрелые тРНК образуются в ходе необычной реакции транс-сплайсинга, осуществляемой гетеромерной сплайсирующей эндонуклеазой.
Nanoarchaeum equitans — единственный известный организм, лишённый рибонуклеазы P (РНКазы P) — повсеместно распространённого рибонуклеопротеинового комплекса, который удаляет 5'-лидерные участки у предшественников тРНК. Поэтому в геноме этой археи в ходе геномных перестроек были утрачены 5'-лидерные последовательности в генах тРНК.
Nanoarchaeum equitans имеет многочисленные малые РНК, среди которых наиболее многочисленны CRISPR-РНК (crРНК), а также малые РНК, содержащие C/D-бокс. Кроме того, у него описаны малые РНК, содержащие H/ACA-бокс.
GC-состав Nanoarchaeum equitans слишком низок для того, чтобы поддерживать двухцепочечную структуру ДНК при 90 °C (температура, при которой обитает эта архея). Поэтому в отсутствие специальных механизмов, препятствующих расплетанию при высоких температурах, его геном должен представлять собой «расплавленную» одноцепочечную ДНК. Возможными механизмами, поддерживающими структуру ДНК, могут быть гистоны и обратная гираза. И гистоны, и обратная гираза обнаружены у Nanoarchaeum equitans, однако непонятно, достаточна ли экспрессия этих белков для поддержания двойной спирали ДНК в гипертермофильных условиях. Считается, что основными регионами, где две цепи ДНК Nanoarchaeum equitans объединены в спираль, являются гены, кодирующие РНК. В 2015 году у Nanoarchaeum equitans был обнаружен новый белок, связывающий одноцепочечную ДНК — NeqSSB-подобный белок. Этот белок обладает большой температурной устойчивостью и может связываться с нуклеиновыми кислотами всех типов.
У Nanoarchaeum equitans имеется два гистона (NEQ288 и NEQ348), причём первый из них очень близок к гистону H3 эукариот.
Геном Nanobsidianus stetteri почти на 20 % длиннее генома Nanoarchaeum equitans и включает около 651 000 пар оснований, GC-состав — около 24 %. Он кодирует все необходимые ферменты глюконеогенеза, не содержит CRISPR-системы, кодирует компоненты РНКазы Р, а также кодирует жгутик, похожий на жгутик эвриархеот.

## Филогения
По данным филогенетического анализа, Nanobsidianus stetteri — сестринский таксон Nanoarchaeum equitans; по-видимому, эти два вида представляют два различных семейства в типе Nanoarchaeota. Экспериментальные и геномные данные говорят в пользу того, что Nanoarchaeum equitans эволюционировал вместе со своим единственным хозяином, Ignicoccus hospitalis. Между хозяевами Nanobsidianus stetteri и Nanoarchaeum equitans мало общего, однако их объединяет тенденция к упрощению генома: геном I. hospitalis — наименьший из известных геномов кренархеот, а геном предполагаемого хозяина Nanobsidianus stetteri, хотя и крупнее, является мельчайшим из известных геномов в представляемом им порядке Sulfolobales.
Входящие в тип Nanoarchaeota два вида формируют чётко очерченную группу, не имеющую близкого родства ни с одной из известных групп архей. Nanoarchaeota наиболее близки к Euryarchaeota, от которых отделились очень давно. Возможно, что эволюционной силой, направлявшей отделение наноархеот от эвриархеот, был древний симбиоз; следовательно, все представители Nanoarcheaota должны быть симбионтами либо паразитами.